# 곽예
곽예(郭預, 1232년~1286년)는 고려의 문신이다. 본관은 청주(淸州), 초명은 곽왕부(郭王府)이며, 자는 선갑(先甲), 호는 연담(蓮潭)이다.

## 생애
아버지는 문하평장사 곽날(郭埒)이다. 1255년(고종 42)에 과거에 장원급제해 전주사록(全州司錄)에 임명되었다.
1263년(원종 4) 왜구가 웅신현(熊神縣) 물도(勿島)에 침입해 공선(貢船)을 약탈하고 사람들을 잡아가자, 첨사부녹사(詹事府錄事)로서 대관서승(大官署丞) 홍저(洪泞)와 함께 화친첩(和親牒)을 가지고 일본에 가서 도둑질을 금할 것과 포로로 끌려간 사람들의 귀환을 요구했다.
1270년 무신정권의 마지막 집권자 임유무(林惟茂)가 주살되자 내원령(內園令)으로서 중승(中丞) 홍문계(洪文系), 장군 송분(宋玢)과 더불어 왕에게 하례하고 곧 수도를 강화에서 개경으로 옮겼다.
곽예는 재주와 덕행이 있었으나 밀어 주는 사람이 없어 정체되어 승진하지 못하다가, 사관(史館)의 천거를 받아 예빈주부(禮賓注簿)로서 직한림원(直翰林院)을 겸직하게 되었다.
충렬왕이 평소 그의 명성을 듣고 있었으므로 즉위하자 바로 발탁해 벼슬에 올렸다. 거듭 승진해 판도정랑(版圖正郞)·보문서대제(寶文署待制)·지제고(知制誥)가 되었으며 비칙치[必闍赤]로 국가 기밀에 참여하게 되자 사림(士林)에서 적임자를 발탁했다고 추겼다. 국자사업(國子司業)·전법총랑(典法摠郞)·위위윤(尉衛尹)·춘궁시강학사(春宮侍講學士)를 거쳐 우부승지(右副承旨)로 임명되자 말과 소의 도살을 금지할 것을 건의했다.
1282년(충렬왕 8) 동지공거(同知貢擧)로 임명되어서는, 전법판서(典法判書) 김서(金㥠)의 지위가 자기보다 위라는 이유로 사양한 후 그를 임명해 달라고 건의하자 사람들은 그의 겸양을 칭찬하였다. 마침 김서가 부친상을 당해 다시 곽예가 과거를 주관하게 되었는데, 합격한 자 중에 명사(名士)로 알려진 사람이 많았다. 이후 좌승지(左承旨)·국자감대사성(國子監大司成)·문한학사(文翰學士)로 승진하고, 1286년에 지밀직사사(知密直司事)·감찰대부(監察大夫)로 올랐으며, 원나라에 성절사(聖節使)로 가는 도중에 죽으니 나이 쉰다섯이었다.
그는 사람됨이 담박하고 곧았으며 겸손하고 안락해 높은 지위에 오른 뒤에도 선비 때와 똑같이 행동했다. 글을 잘 짓고 글씨는 가늘면서도 굳세어 독특한 서체를 이룩하였는데, 당시 사람들이 모두 그 서체를 본받는 바람에 그것이 완연히 한 시대를 풍미했다. 한원(翰院) 재임시 비가 올 때마다 맨발로 우산을 들고 혼자 용화지(龍化池)로 가서 연꽃을 완상했는데, 후세 사람들이 그의 풍치(風致)를 고상하게 여겨 그 일을 시로 많이 읊었다.

## 가족
증조부는 곽약동(郭若東)이고, 할아버지는 곽기(郭琦)이다.
아들은 곽운룡(郭雲龍)과 곽진(郭鎭)이다. 곽운룡은 벼슬이 도진장(都津長)에 이르렀다. 곽진은 과거에 급제해 교서랑(校書郞)이 되었다.
손자는 곽린(郭麟)이다.

## 사후
원래는 충청북도 청원군 북이면 대율리에 묘소가 있었으나, 청주시 상당구 명암동으로 이장했으며 묘역에는 2개의 묘비와 석인상, 신도비(神道碑:왕이나 고관 등의 평생업적을 기리기 위해 무덤 근처 길가에 세운 비) 등이 있다. 묘비의 글은 면암 최익현이 지었으며, 신도비의 글은 지산 김복한이 지었다.